# Dicranomyia indefensa
Dicranomyia indefensa är en tvåvingeart som först beskrevs av Alexander 1939.  Dicranomyia indefensa ingår i släktet Dicranomyia och familjen småharkrankar.
Artens utbredningsområde är Haiti. Inga underarter finns listade i Catalogue of Life.